# Eldsberga församling
Eldsberga församling var en församling i Göteborgs stift. Församlingen uppgick 2006 i Eldsbergabygdens församling.
Församlingskyrka var Eldsberga kyrka.

## Administrativ historik
Församlingen har medeltida ursprung. Församlingen var till 2006 moderförsamling i pastoratet Eldsbergs och Tönnersjö som 1962 utökades med Trönninge församling. Församlingen uppgick 2006 i Eldsbergabygdens församling tillsammans med de övriga församlingarna i pastoratet.
Församlingskod var 138007.